# Ferenc Juhász (poeta)
Ferenc Juhász (ur. 16 sierpnia 1928 w Biatorbágy, zm. 2 grudnia 2015 w Budapeszcie) – węgierski poeta.
Był wieloletnim redaktorem naczelnym miesięcznika literackiego „Új Írás” oraz autorem licznych zbiorów wierszy oraz poematów epickich przedstawiających obraz wsi węgierskiej, z której się wywodził, ukazujących także jego przeżycia wewnętrzne oraz zarys oryginalnej poetyckiej kosmologii. Jego poezję cechuje nagromadzenie obrazów, barokowość, dekoracyjność, zaskakujące metafory, bogactwo form metrycznych.

## Twórczość wybrana

### Zbiory wierszy
- Vázlat a mindenségről (1970)
- A halottak királya (1989)

### Poematy epickie
- Apám (1950)
- A megváltó aranykord (1973)
- Halott feketerigó (1985)

## Przekłady
W języku polskim ukazał się tomik Ferenca Juhásza Poezje wybrane, wydany w 1986 roku w serii Biblioteki Poetów Ludowej Spółdzielni Wydawniczej. Wiersze poety tłumaczyli Tadeusz Mocarski, Tadeusz Fangrat, Tadeusz Nowak, Krzysztof Maria Sieniawski i Aleksander Nawrocki.